# Nerea Royo Tierno
Nerea Royo Tierno   (Malgrat de Mar, 2001) és una actriu i cantant catalana.
Va entrar al món de la música de ben jove. Va estudiar el batxillerat escènic al centre Granés Batxillerat de Barcelona.
El 2014, va concursar en la primera edició de La Voz Kids, on va ser semifinalista. Tot seguit, va arribar a la final del certamen Violetta: tu sueño, tu música.
Entre el 2018 i el 2019, va formar part de l'espectacle musical Broadway a cappella, dirigit i arranjat per Gerard Ibáñez, produït per Daniel Anglès i coreografiat per Zuhaitz San Buenaventura. Hi va coincidir amb Paula Costas, entre altres artistes. El 2021, es va estrenar la sèrie Moebius, en què va fer el paper secundari d'Andrea.
El 2022, va entrar a la primera temporada del programa musical de TV3 Eufòria. En la primera gala, va interpretar la cançó «Petar-ho» d'Oques Grasses i va ser eliminada juntament amb Looa Ansa, Pep Muntanyola i Alvert Martos. El 16 de juliol d'aquell any, va cantar «The Best» de Tina Turner a l'escenari del Palau Sant Jordi en un concert conjunt amb la resta de concursants d'Eufòria. També va acompanyar Paula Berenguer, Sara Pi, Anna Valldeneu, Núria Llausí i Anna Lagares en el concert solidari Amor x Amor contra la lesbofòbia al Teatre Condal.
Abans d'Eufòria, ja havia publicat cançons versionades i de collita pròpia a les plataformes digitals, d'entre les quals destaca «Funky Night», plena de tints de funk i soul.

## Discografia

### Senzills
- «Mi Destino» (2017)
- «Funky Night» (2021)
- «Háztelo Fácil» (2022)

## Filmografia

### Televisió
- Moebius (2021)